# California Games
California Games je sportovní videohra americké vývojářské a vydavatelské firmy Epyx z roku 1987 pro Commodore 64 a Apple II a později i pro jiné platformy a herní konzole – Sinclair ZX Spectrum, Amstrad CPC, Atari 2600, Amiga, DOS, Atari ST, Atari Lynx, Sega Master System, MSX, Nintendo Entertainment System, Sega Genesis, J2ME, Wii a Microsoft Windows. Sestává z šesti sportovních disciplín a outdoorových aktivit populárních ve slunné Kalifornii. Hra zaznamenala komerční úspěch.
Pokračování s názvem California Games II vyšlo v roce 1990. 

## Popis
Na začátku si hráč vybírá hlavního sponzora:
- Epyx (Maxx Out!)
- Costa del Mar Sunglasses
- Kawasaki
- Santa Cruz Skateboards
- Ocean Pacific
- Casio
- Auzzie Surf Board
- Spin Jammer Flying Disc
- Ray–D–O BMX Gear

Poté lze vybrat v menu následující volby:
- soutěžit ve všech disciplínách
- soutěžit ve vybraných disciplínách
- soutěžit v jedné disciplíně
- trénink disciplíny
- zobrazit titulní obrazovku
- zobrazit nejvyšší nahrané skóre
- nastavení parametrů
- ukončení videohry

Ve hře se vyskytují tyto sportovní disciplíny / aktivity, které jsou různě bodovány:
- U-rampa (Half-pipe) – na U-rampě s nápisem Hollywood v pozadí musíte jezdit na skateboardu z jedné strany na druhou a provádět tři druhy triků na vrcholu rampy. Je zde časový limit a hráč může spadnout maximálně třikrát.
- Footbag – soutěžící se pohybuje doleva a doprava na trávníku s mostem Golden Gate Bridge v pozadí a musí žonglovat s hakysákem hlavou, koleny a chodidly, aniž by mu spadl na zem. Může se otáčet a provádět různé bodované akrobatické triky: Five in a Row, Half Axle, Full Axle, Axle Foley, Horseshoe, Double Arch, Doda, Reverse Doda, Jester, Dizzy Dean a Head Banger. Také je možné získat bonus za zásah prolétávajícího racka mořského hakysákem.
- Surfing – surfaře navádíte přes velkou vlnu. Je třeba odolávat co nejdéle bez pádů. Předvedený výkon poté hodnotí pětičlenná plážová porota.
- Jízda na kolečkových bruslích (Roller Skating) – bruslařka nabírá rychlost na plážové esplanádě a vyhýbá se nerovnostem a povalujícím se předmětům (noviny, nafukovací míče, lahve, kazeťáky, plážové žabky, boty, odpadky atd.) uhýbáním do stran či přeskokem, při němž se lze i otočit. Podle předvedeného výkonu je (nebo není) odměnou zmrzlina u stánkaře. Opět je zde limitovaný počet pádů.
- BMX – jízda na speciálním kole po crossové dráze se strmými stoupáními a klesáními vyžaduje soustředění. Na trati se vyskytují různé překážky (kameny, klády, louže, pneumatiky,...) a pro vyšší bodové ohodnocení je potřeba zkoušet různé akrobatické triky (např. backflip). I zde je časový limit a omezený počet pádů, avšak vážný pád na hlavu disciplínu okamžitě ukončí.
- Létající talíř (Flying Disc) – na trávě přírodního parku nejdříve ovládáte házející ženskou postavu. Lze zvolit sílu a úhel hodu a poté frisbee letí směrem ke spoluhráčce, která je zatím mimo dohled (je vidět pouze na "radaru" v horní části obrazovky) a objeví se teprve když se létající talíř dostane do její blízkosti. S chytající dívkou lze běžet doleva a doprava, skrčit se nebo skočit.

## Galerie

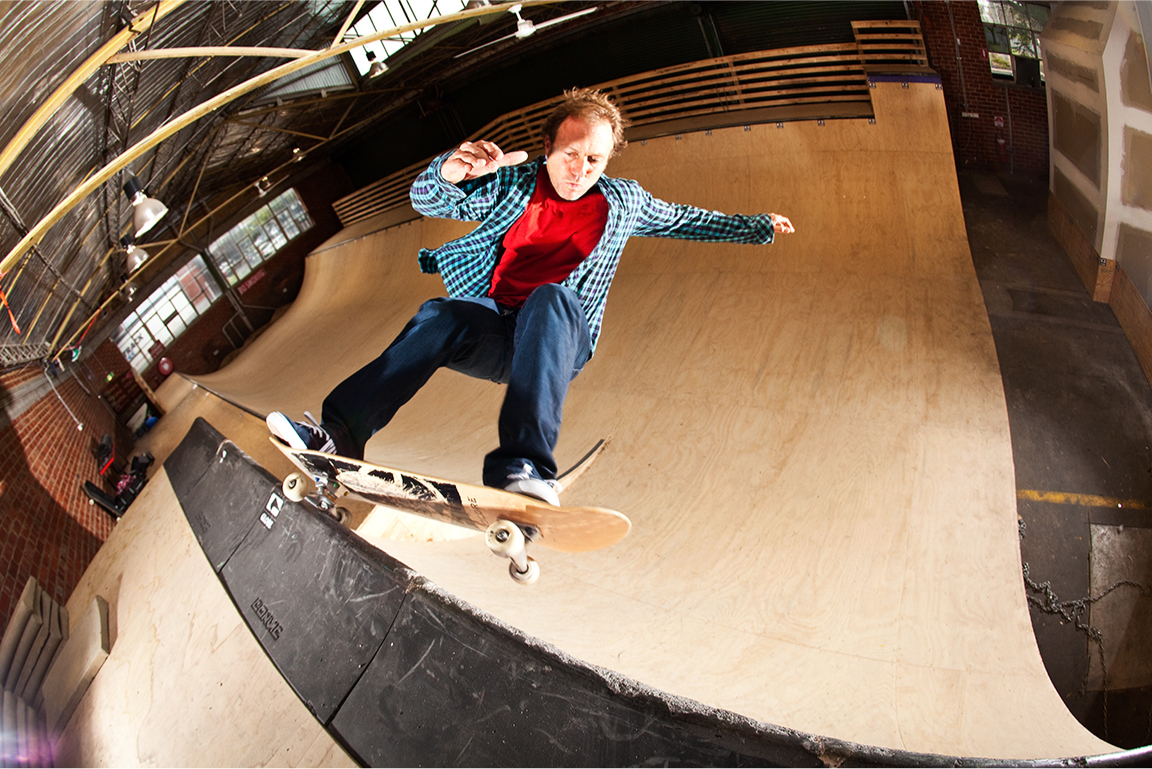
U-rampa
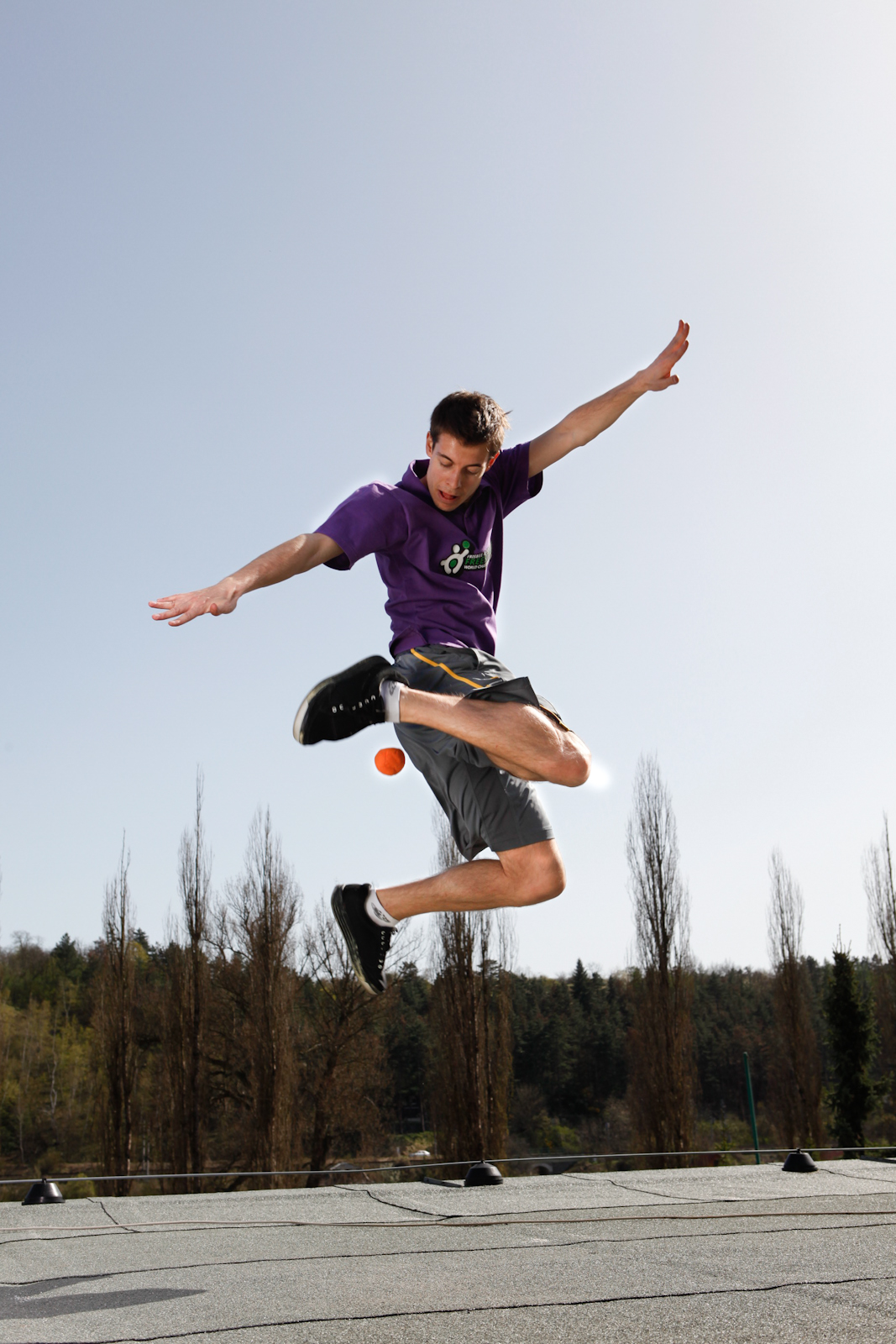
Footbag
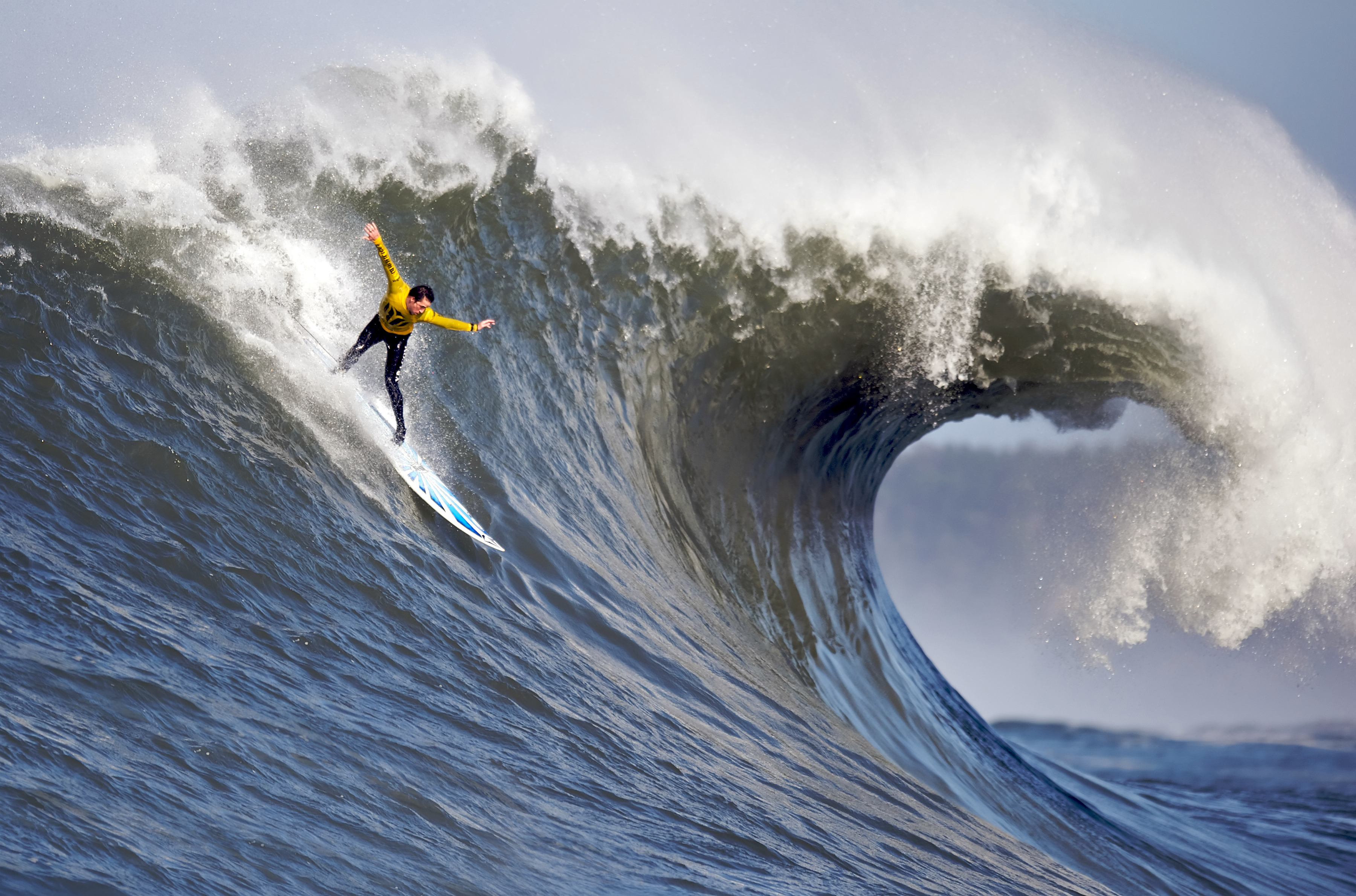
Surfing
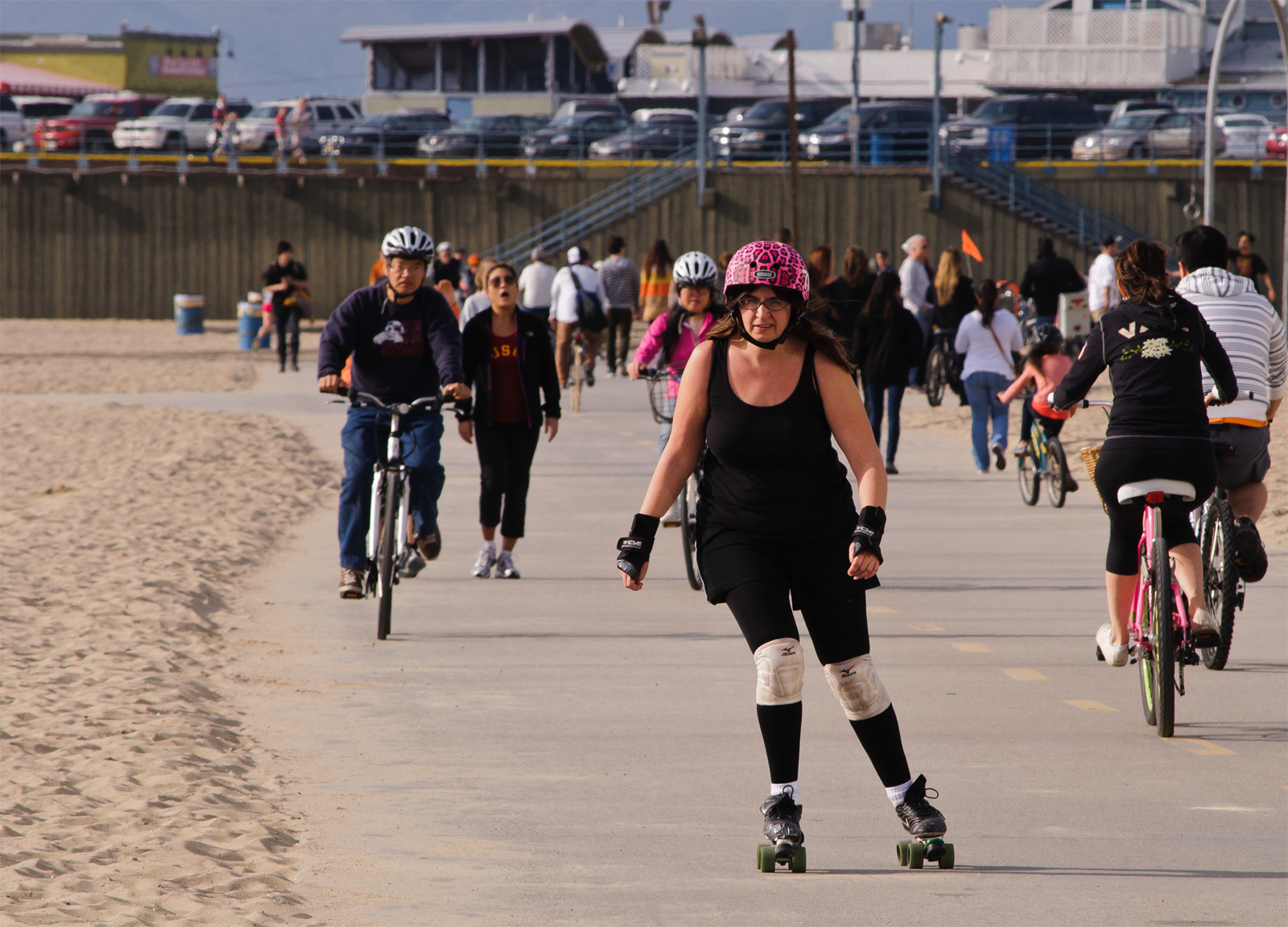
Kolečkové brusle
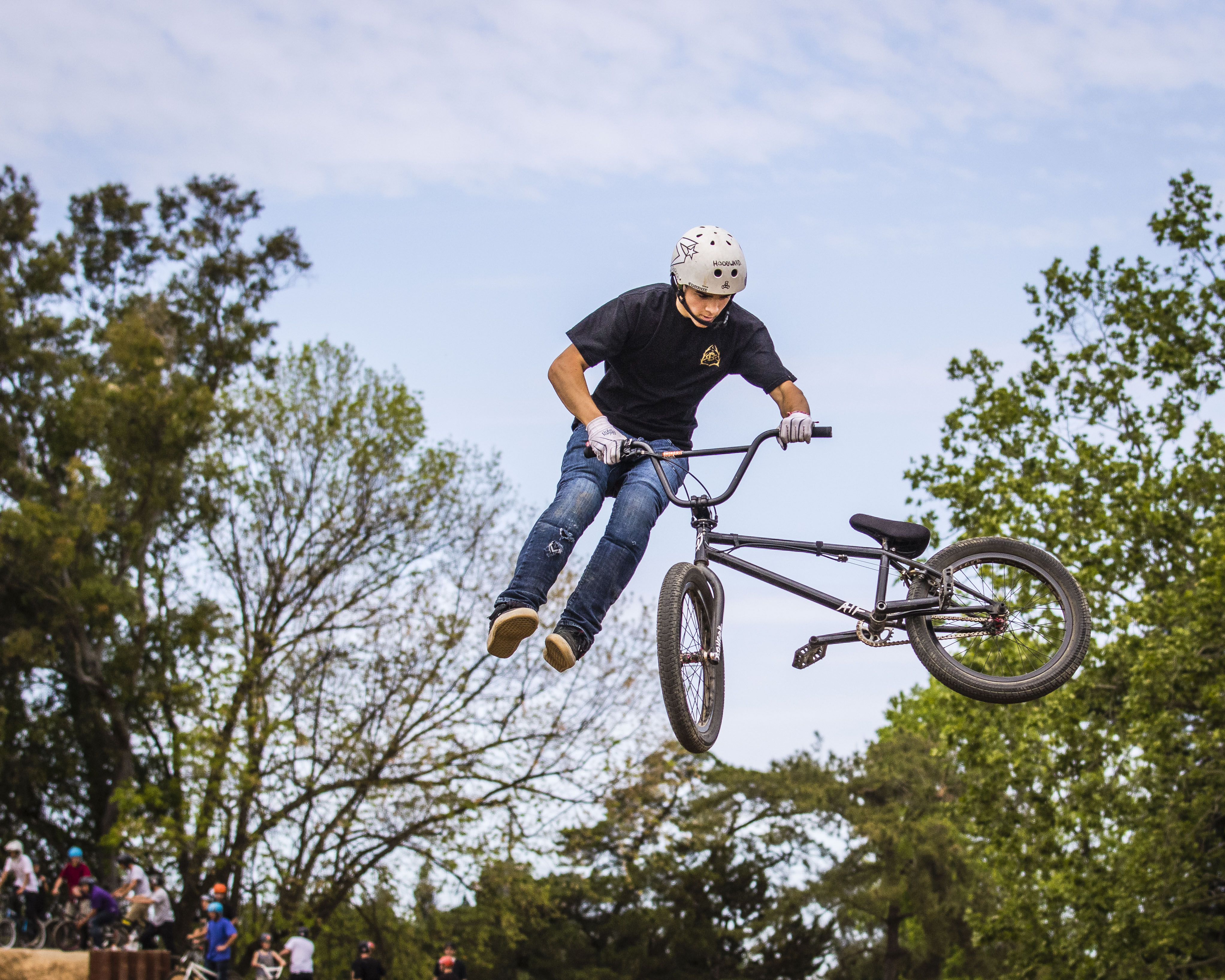
BMX
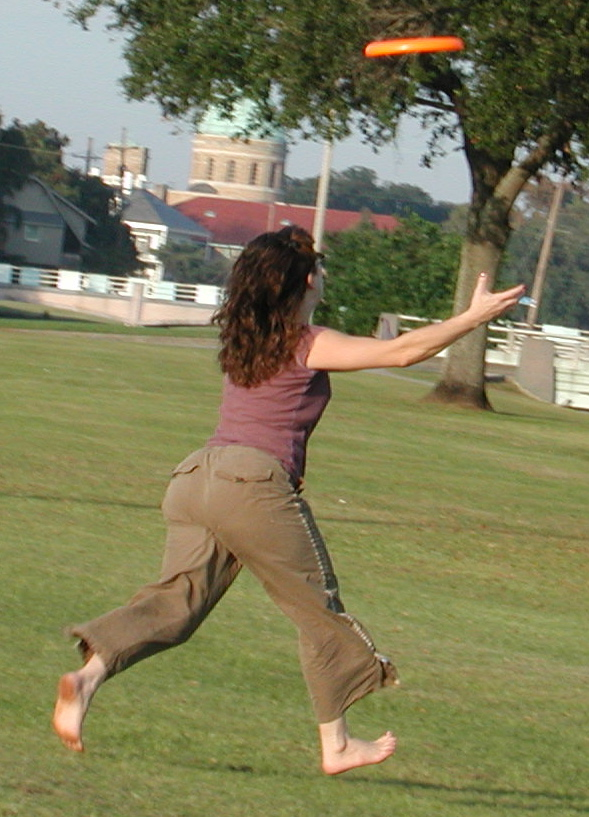
Létající talíř